# Miroslav Ferić
Miroslav Ferić (Spalato, 4 aprile 1944 – Spalato, 4 maggio 2017) è stato un calciatore jugoslavo, di ruolo centrocampista.

## Carriera

### Club
Cresciuto nel RNK Spalato sotto l'ala di Luka Kaliterna, gioca in prima squadra dal 1961 al 1963. Nell'estate del 1963 si trasferisce tra le file dell'Hajduk Spalato dove debutta il 30 ottobre seguente in occasione del secondo turno di Coppa di Jugoslavia vinto contro il Lika Korenica (8-2). Il 24 maggio 1967 segna la prima marcatura della finale di Coppa di Jugoslavia vinta 2-1 contro il Sarajevo. Chiude la parentesi nei Majstori s mora con la vittoria del campionato jugoslavo.

## Palmarès

### Competizioni nazionali
- Coppa di Jugoslavia: 1

Hajduk Spalato: 1966-1967
- Campionato jugoslavo: 1

Hajduk Spalato: 1970-1971